# Pháp Nhãn Văn Ích
Pháp Nhãn Văn Ích (法眼文益, Hōgen Moneki, 885-958) là thiền sư Trung Quốc, vị tổ khai sáng tông Pháp Nhãn trong hệ thống ngũ gia thất tông, môn đệ nối pháp của Thiền sư La Hán Quế Sâm và là thầy của Quốc sư Thiên Thai Đức Thiều. Sư là một trong những Thiền sư trội nhất của đời đó và vì vậy dòng Thiền của Sư sau được gọi là Pháp Nhãn tông mặc dù trước đó được gọi là Huyền Sa tông (Huyền Sa Sư Bị). Sư có 63 môn đệ ngộ huyền chỉ.

## Cơ Duyên
Sư xuất gia lúc 7 tuổi với đại sư Toàn Vĩ ở Tân Định Trí Thông Viện, thụ giới cụ túc năm 20 ở Khai Nguyên Tự, vùng Việt Châu, tỉnh Triết Giang. 
Sau sư du hành đến phương Nam và trú tại pháp hội của Thiền sư Trường Khánh Huệ Lăng, mặc dù sư chưa đốn ngộ nhưng học chúng rất kính nể. Sư cùng kết bạn với hai vị tăng Thiệu Tu và Hồng Tiến, rủ nhau đi hành cước. Đến viện Địa Tạng gặp trời trở tuyết, ba người xin ở lại đây.
Thiền sư trụ trì đây là Quế Sâm hỏi: Đi đây làm gì ?
Sư đáp: Đi hành cước.
Quế Sâm hỏi:
Thế nào là việc hành cước?
Sư trả lời: Chẳng biết.
Quế Sâm nói: Chẳng biết là rất thân thiết.
Sau, nhân lúc ba người ngồi sưởi ấm, bàn về Triệu luận, Quế Sâm lại hỏi: Sơn hà đại địa cùng Thượng toạ là đồng nhất, là khác biệt? Sư đáp: Khác.
Quế Sâm đưa hai ngón tay lên. Sư nói: Đồng. Quế Sâm cũng đưa hai ngón tay lên rồi đứng dậy đi.
Tuyết tan, cả ba đều rủ nhau đi tiếp. Quế Sâm tiễn chân ra cổng chỉ phiến đá hỏi: Thường Thượng toạ nói:Tam giới duy tâm, vạn pháp duy thức, như vậy thì phiến đá này là trong hay ngoài tâm? Sư không đáp được bèn ở lại cầu học. Ở lại hơn một tháng mà mỗi lần Sư trình kiến giải nói đạo lí đều bị Quế Sâm gạt đi nói Phật pháp không phải như vậy. Sư thưa: Con đã hết lời cùng lí rồi. Quế Sâm bảo: Nếu luận Phật pháp thì tất cả hiện thành Qua câu này, sư đại ngộ triệt để.

## Hành Trạng
Sau khi khai ngộ, sư đi du hóa khắp nơi. Đầu tiên đến vùng Lâm Xuyên, tỉnh Giang Tây và sau đó đến trú trì tại Sùng Thọ Viện. Tương truyền, vào ngày đầu tiên sư thăng tòa thuyết pháp có hàng ngàn tăng chúng khắp nơi đổ về đây tham học.
Sau đó vị quốc chủ của vùng Giang Nam, Trung Quốc thời bấy giờ vì mến mộ đạo hạnh của sư nên thỉnh sư đến trụ trì tại Báo Ân Thiền Tự ở vùng Kim Lăng, tỉnh Giang Tô và sắc phong danh hiệu là Tịnh Huệ Thiền Sư.
Sư dời về trụ trì tại Thanh Lương Viện, và kiêm nhiệm trụ trì cả hai đạo tràng trước, Sáng tối diễn nghĩa tông thừa, làm mở mang Pháp Nhãn tông rộng rãi. Tuy nhiên, tông phong của sư chỉ hưng thịnh 3 đời và đến đời thứ 5 thì thất truyền, ngày nay chỉ còn tồn tại ở Triều Tiên.

Phong cách giáo hóa của sư rất thần tốc, bình thường đối đáp khá ngắn gọn, trực nhận ngay thẳng chổ nghi của người học, làm cho họ mau chống ngộ, liền ngay đó cắt đứt văn tự, suy nghĩ. Công án sau làm rõ điều này:
Tăng hỏi:Trong trăm ngàn ức hóa thân, thế nào là pháp thân trong đó?

Sư đáp: Đều là pháp thân.
Niên hiệu Hiền Đức năm thứ năm nhà Châu, ngày mùng năm tháng bảy năm Mậu Ngọ, Sư từ giã chúng ngồi kết già viên tịch, thọ 74 tuổi, 54 tuổi hạ. Vua sắc phong là Đại Pháp Nhãn Thiền sư, tháp hiệu Vô Tướng.

## Tác Phẩm
- Pháp Nhãn Văn Ích Thiền Sư Ngữ Lục (法眼文益禪師語錄), 1 quyển
- Tông Môn Thập Quy Luận (宗門十規論), 1 quyển